# Лизогуб Микола Якович
Лизогуб Микола (6 грудня 1892, Горинка, Кременецький повіт, Волинська губернія — 30 січня 1918, Крути, Чернігівська губернія) — герой Крут, розстріляний більшовиками.

## Життєпис
Приїхав до Києва на навчання у гімназії. За спогадами навчався у П'ятій київській гімназії. У 1914 р. — член таємної організації самостійників, брав участь у виданні газети «Вільна Думка».
Навчався на медичному факультеті в університеті Святого Володимира. До того, як взяти участь у бою під Крутами, він прийшов до своєї двоюрідної сестри Ольги аби попрощатися. Жінка хотіла відмовити його, але він сказав: «Йдуть усі мої товариші, я не можу не піти…».
Під час бою під Крутами 30 січня 1918 р. потрапив у полон і був розстріляний більшовиками. 19 березня 1918 р. похований на Аскольдовій могилі у Києві.
Згодом, у 1919 р. його друг — Валентин Отамановський присвятив Миколі свою книжку «Син України».

## Вшанування пам'яті
27 січня 2023 року Миколі Лизогубу відкрили пам'ятну дошку в родинному селі.